# جین دیویس (کشتی‌گیر)
جین دیویس (انگلیسی: Gene Davis؛ زادهٔ ۱۷ نوامبر ۱۹۴۵) کشتی‌گیر اهل ایالات متحده آمریکا بود.
وی در مسابقات کشوری و بین‌المللی در مجموع برندهٔ ۱ مدال برنز شده‌است.